# Truso.tv
Truso.tv (do 2016 Telewizja Elbląska) – miejscowa stacja telewizyjna. 
Telewizja Elbląska rozpoczęła nadawanie 13 marca 1994 roku. Jej program nadawany jest codziennie od godz. 17:00 do 15:00 następnego dnia w pętli godzinnej. Znajdują się w nim: lokalny dziennik informacyjny, informacje sportowe, publicystyka lokalna oraz serwisy informacyjne, kronika policyjna, komunikaty i audycje o historii Elbląga. W soboty nadawany jest Przegląd Tygodnia - audycja podsumowująca cały tydzień. Redaktorem naczelnym jest Jacek Żukowski. Właścicielami stacji są Kamila i Juliusz Marek.
19 września 2016 Telewizja Elbląska przeszła rebranding i zmieniła nazwę na Truso.tv oraz otrzymała nowe logo. Wiadomości Elbląskie zmieniły nazwę na Wiadomości Truso.tv. 
29 maja 2020 Truso.tv uruchomiła własną agencję marketingową zajmującą się wideofilmowaniem i wideoprodukcją - Truso Media. 